# Fronteira Burundi–República Democrática do Congo
A fronteira entre a República Democrática do Congo e o Burundi, que se estende por 233 km, sentido norte-sul, a oeste de Burundi, separa o país de Tanzânia. 

## Características

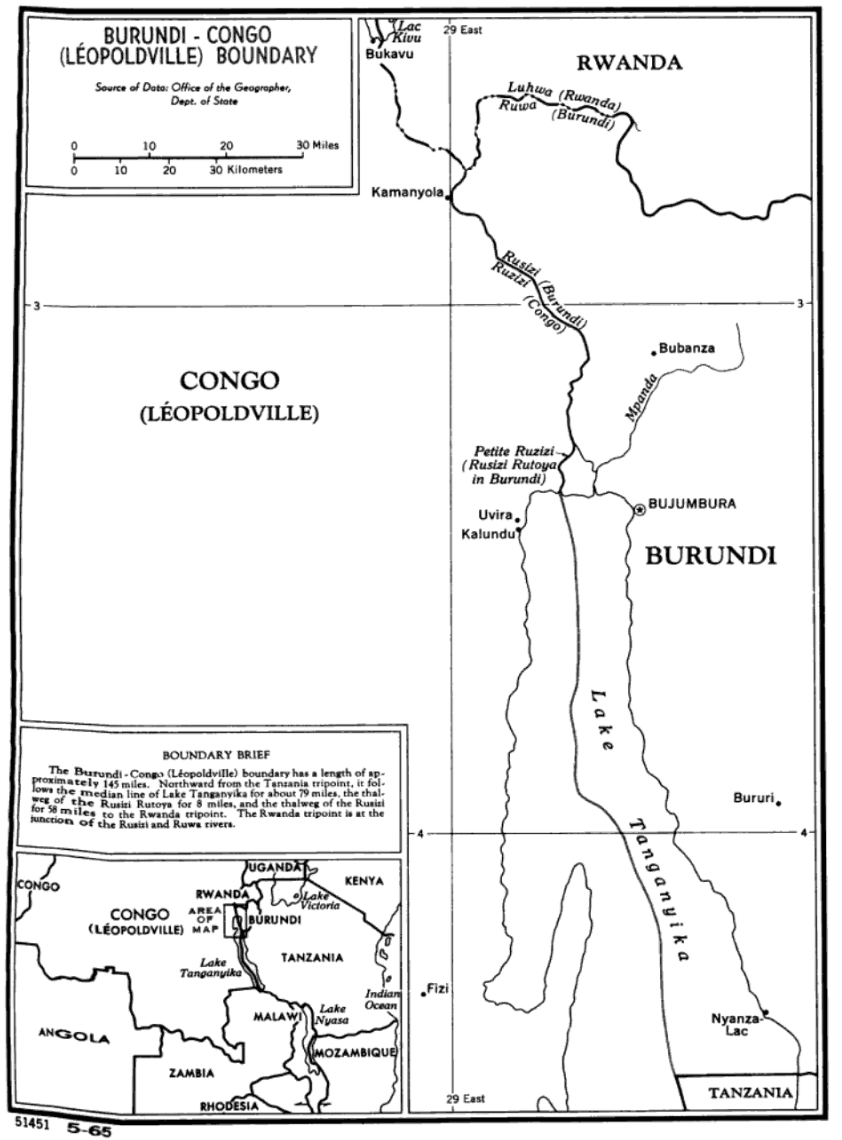
Mapa da fronteira entre Burundi e a República Democrática do Congo.

A fronteira inicia-se ao norte, na tríplice fronteira Tanzânia-Burundi-Ruanda, na confluência dos rios Ruzizi e Ruwais. Depois, segue o Rio Ruzizi rumo ao sul até o extremo norte do Lago Tanganica, próximo a Bujumbura (Burundi). Desse ponto o trajeto fronteiriço segue pela linha medial do lago Tanganica para o sul até as proximidades do paralelo 40º20' Sul, onde fica a fronteira tríplice (dentro do lago) Tanzânia-Burundi-República Democrática do Congo.